# سیارک ۶۲۷۵
سیارک ۶۲۷۵ (به انگلیسی: 6275 Kiryu، نامگذاری:1993VQ) شش هزار و دویست و هفتاد و پنجمین سیارک کشف شده‌است که در ۱۴ نوامبر ۱۹۹۳ کشف شد.
قدر مطلق سیارک برابر ۱۲٫۹۰ است.